# سیارک ۲۳۱۰
سیارک ۲۳۱۰ (به انگلیسی: 2310 Olshaniya، نامگذاری:1974SU4) دو هزار و سیصد و دهمین سیارک کشف شده‌است که در ۲۶ سپتامبر ۱۹۷۴ کشف شد.
قدر مطلق سیارک برابر ۱۱٫۳۰ است.